# 게오르기 토도로프 (군인)
게오르기 토도로프(불가리아어: Георги Тодоров, 1858년 8월 10일~1934년 11월 16일)는 불가리아의 군인으로 러시아-투르크 전쟁, 세르비아-불가리아 전쟁, 발칸 전쟁과 제1차 세계대전에 참전하였다.
그는 19살의 나이에 불가리아 의용군에 지원하여 오스만 제국과 맞서 싸웠다. 불가리아는 후에 오스만 제국으로부터 자치권을 얻어낸다. 그는 1879년 육군사관학교를 졸업하였다. 1882년, 그는 러시아의 상트페테르부르크의 사관학교에서 수학하였지만 끝내 졸업하지 못하고 귀국했다. 1885년 세르비아와의 전쟁에서 승리하였다.
1887년 8월 13일에 소령으로 진급하고, 중령을 거쳐 1896년 1월 1일에 대령으로 진급하였다. 그 후 수비대장으로 근무하였으며, 1910년에 소장으로 승진하였고 불가리아 보병 7사단장이 된다.
그는 제1차 발칸 전쟁 때 사단을 이끌고 불라이르 전투에서 오스만 제국군을 확실하게 무찔렀다. 그리고 제2차 발칸 전쟁 때는 칼리만치 전투에서 세르비아군과 몬테네그로군을 이겼다.
그는 제1차 세계대전 때 2군을 지휘하였다. 그는 마케도니아에서 세르비아 왕국군을 오브체 폴레 전투에서 이겼다. 1917년에는 3군 사령관을 지냈으며 도브루자에서 루마니아 왕국군을 이겼다. 그러나 그의 성공은 오래가지 못하였다. 1918년 9월 8일에 총사령관 직책을 니콜라 제코프에게 물려주었으며, 도브로 폴레 전투에서 영국군에게 크게 패하였다. 그는 1919년에 중장으로 은퇴했다.
그는 1934년 11월 16일에 소피아에서 별세했다.